# Karah
Karah is een bestuurslaag in het regentschap Surabaya van de provincie Oost-Java, Indonesië. Karah telt 14.396 inwoners (volkstelling 2010).